# From a Buick 6
Pistes de Highway 61 Revisited
It Takes a Lot to Laugh, It Takes a Train to Cry Ballad of a Thin Man
From a Buick 6 est une chanson de Bob Dylan parue en 1965 sur l'album Highway 61 Revisited. Elle est également sortie en face B du single Positively 4th Street la même année.

## Reprises
- Alex Taylor (en) sur l'album Dinnertime (1972)
- Gary U.S. Bonds sur l'album Dedication (1981)
- Mike Wilhelm (en) sur l'album Mean Ol' Frisco (1985)
- Johnny Winter dans les titres bonus de la réédition CD de l'album Still Alive and Well (1994)
- Wilko Johnson sur l'album Red Hot Rocking Blues (2005)